# Martin Zehentmayer

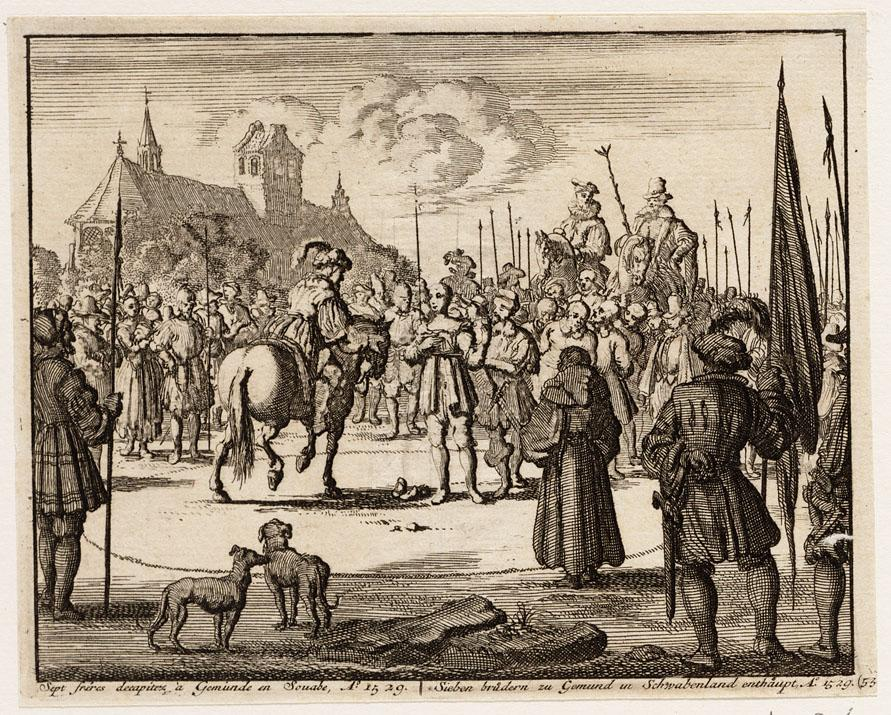
Spätere Darstellung des Täufergerichtes in Schwäbisch Gmünd im Märtyrerspiegel

Martin Zehentmayer († 7. Dezember 1529) war eine führende Persönlichkeit der süddeutschen Täuferbewegung im 16. Jahrhundert.

## Leben
Zehentmayer stammte aus dem oberbayerischen Langenmosen und lernte das Malerei-Handwerk im nahen Augsburg, wo er sich den reformatorischen Täufern anschloss. Augsburg war in jenen Jahren ein Zentrum der noch jungen Täuferbewegung. Hier fand im August 1527 auch eine größere täuferische Synode statt, die später als Augsburger Märtyrersynode bekannt wurde. Im Jahr 1528 wurde er jedoch wie auch viele andere Täufer aus Augsburg ausgewiesen und wich nach Schwäbisch Gmünd aus, wo er eine neue täuferische Gemeinde aufbauen konnte. Nachdem er der Überlieferung nach bereits über 100 Bürger getauft haben sollte, wurde der Rat der Stadt auf ihn aufmerksam und nahm ihn und 40 weitere Bürger im Februar 1529 fest. Die Gruppe wurde in den Türmen der Stadt bei Wasser und Brot festgehalten, um sie so zum Widerruf bewegen zu können. Zehentmayer musste 42 Wochen in Haft verbringen. Nachdem er trotz Folter (Peinliches Verhör) nicht widerrief, wurde er mit mindestens sechs weiteren Täufer am 6. Dezember 1529 vor Gericht gestellt, wo er zur Hinrichtung durch das Schwert verurteilt worden ist. Am 7. Dezember wurde das Urteil außerhalb der Stadt am Remswasen vollstreckt. Über die Geschehnisse in Schwäbisch Gmünd wurde unter anderem im mennonitischen Märtyrerspiegel und im Geschichtbuch der Hutterischen Brüder berichtet.

## Werke (Auswahl)
Zehentmayer hat auch Kirchenlieder verfasst, die später in das Liederbuch der Hutterischen Brüder und in den Ausbund aufgenommen wurden. Dazu gehören folgende Gesänge:
- Mit Freuden will ich singen (Lieder der Hutterer, Nr. 48)
- Aus tiefer Not schrein wir zu dir (Ausbund, Nr. 51; gemeinsam mit einem Anonymus)
- Kürzlich hab ich mich besonnen (Lieder der Hutterer Nr. 53; gemeinsam mit den Sieben Brüdern)[2]
- Wer Christo hier will folgen (Hutterische Lieder, Nr. 52)